# Podengo português
De podengo português is een hondenras dat afkomstig is uit Portugal. Het is een jachthond, die onder meer jaagt op konijnen, ratten, herten en wilde zwijnen. Er is nogal veel verschil in grootte binnen het ras, een volwassen dier is tussen de 20 en de 70 centimeter hoog. Met name de grotere dieren worden gebruikt voor de jacht, de kleinere als gezelschapshond.
De Podengo is een meestal kortharige hond, maar langharige komen ook nogal eens voor. Hij heeft veel verwanten, zoals de podenco ibicenco, podenco canario en de Faraohond.

## Rasbeschrijving
De podengo português komt in verschillende maten en vachtvariëteiten voor. Er is de podengo português grande, podengo português médio en de podengo português pequeno. Alle drie de maten kennen een kortharige (pêlo liso) en ruwharige variant (pêlo cerdoso). De podengo português behoren tot de rasgroep van de Primitieve Jachthonden. Ze worden echter ook als waakhond gebruikt. Afgezien van de schofthoogte is de rasbeschrijving vrijwel identiek.
De pequeno ruwhaar is als variëteit vanaf 1978 door de FCI erkend.
De podengo português is een levendige, actieve, intelligente en bescheiden hond die goed op te voeden is tot een uitstekende huishond. Ze hebben veel beweging nodig en werken graag met de baas. Ze kunnen dan ook goed ingezet worden in de hondensport zoals bijvoorbeeld behendigheid of dogdance. Ze zijn waaks, opmerkzaam en betrouwbaar.
De schofthoogte ligt tussen de 20 en 30 cm, het gewicht ligt tussen de 4 en 5 kilo.
Gezondheid:
Er zijn geen rasspecifieke gezondheidsproblemen bekend bij de Pequeno. Honden worden echter uit voorzorg wel in veel landen gecontroleerd op patellaluxatie (losse knieschijf).
De podengo português pequeno hoort thuis in rasgroep 5 (Spitsen en Oertypes), sectie 7.3, No. 94.
Akita ·
Amerikaanse akita ·
Alaska-malamute ·
Basenji ·
Canaänhond ·
Canadese eskimohond ·
Chowchow ·
Cirneco dell'Etna ·
Eurasiër ·
Europese sledehond ·
Faraohond ·
Finse lappenhond ·
Finse spits ·
Groenlandse hond ·
Hokkaido ·
IJslandse hond ·
Jämthund ·
Japanse spits ·
Kai ·
Karelische berenhond ·
Keeshond ·
Kintamanihond ·
Kishu ·
Koreaanse jindohond ·
Lapinporokoira ·
Mexicaanse naakthond ·
Noorse buhund ·
Noorse elandhond ·
Noorse lundehond ·
Norrbottenspets ·
Oost-Siberische laika ·
Peruaanse naakthond ·
Podenco canario ·
Podenco ibicenco ·
Podengo Português ·
Russisch-Europese laika ·
Samojeed ·
Shiba ·
Shikoku ·
Siberische husky ·
Taiwandog ·
Thai Bangkaew Dog ·
Thai ridgebackdog ·
Västgötaspets ·
Volpino italiano ·
Westsiberische laika ·
Yakut laika ·
Zweedse lappenhond